# Minerbe
Minerbe je vesnice a obec v provincii Verona, v regionu Benátsko v Itálii. Východně se nachází obec Bevilacqua. V roce 2007 zde žilo 4 630 obyvatel.
Obcí protéká několik říček. Jsou zde dva kostely, dvě čerpací stanice a jedno sportovní hřiště. Jeho partnerským městem je Schwabenheim an der Selz.